# Красные ворота
«Кра́сные воро́та» — демонтированная триумфальная арка в стиле барокко, возведённая в Москве в 1709 году по приказу Петра I в честь победы в Полтавской битве. 
Изначально строение носило название Триумфальных ворот на Мясницкой улице и располагалось на Земляном валу (ныне Садовое кольцо). Ворота несколько раз перестраивали из-за пожаров. В 1753—1757 годах они были восстановлены в камне архитектором Дмитрием Ухтомским. В 1927 году ворота и находящаяся рядом с ними церковь Трёх Святителей были снесены. Название «Красные Ворота» принадлежит одноимённым станции метро и площади.

## Происхождение названия
Вероятнее всего, название «красных» — красивых — закрепилось за воротами после перестройки 1753—1757 годов. Существует также версия, что сооружение так называли за красный цвет краски. Историк Владимир Муравьёв оспаривает этот факт, ссылаясь на цветные изображения ворот 1742 и 1753—1757 годов. В своих отчётах архитектор Ухтомский отмечал, что ворота были покрашены «под мрамор» без указания цвета. Было и практическое объяснение названия: дорога, пролегающая сквозь арку, вела в Красное село.

## История

### Предыстория
До конца XVII века территории с двух сторон от московского Земляного вала — насыпных фортификационных укреплений — были заняты огородными и ремесленными слободами. На месте же современной площади Красные Ворота были организованы проломные ворота, называвшиеся Мясницкими или Фроловскими по пролегавшей здесь улице.

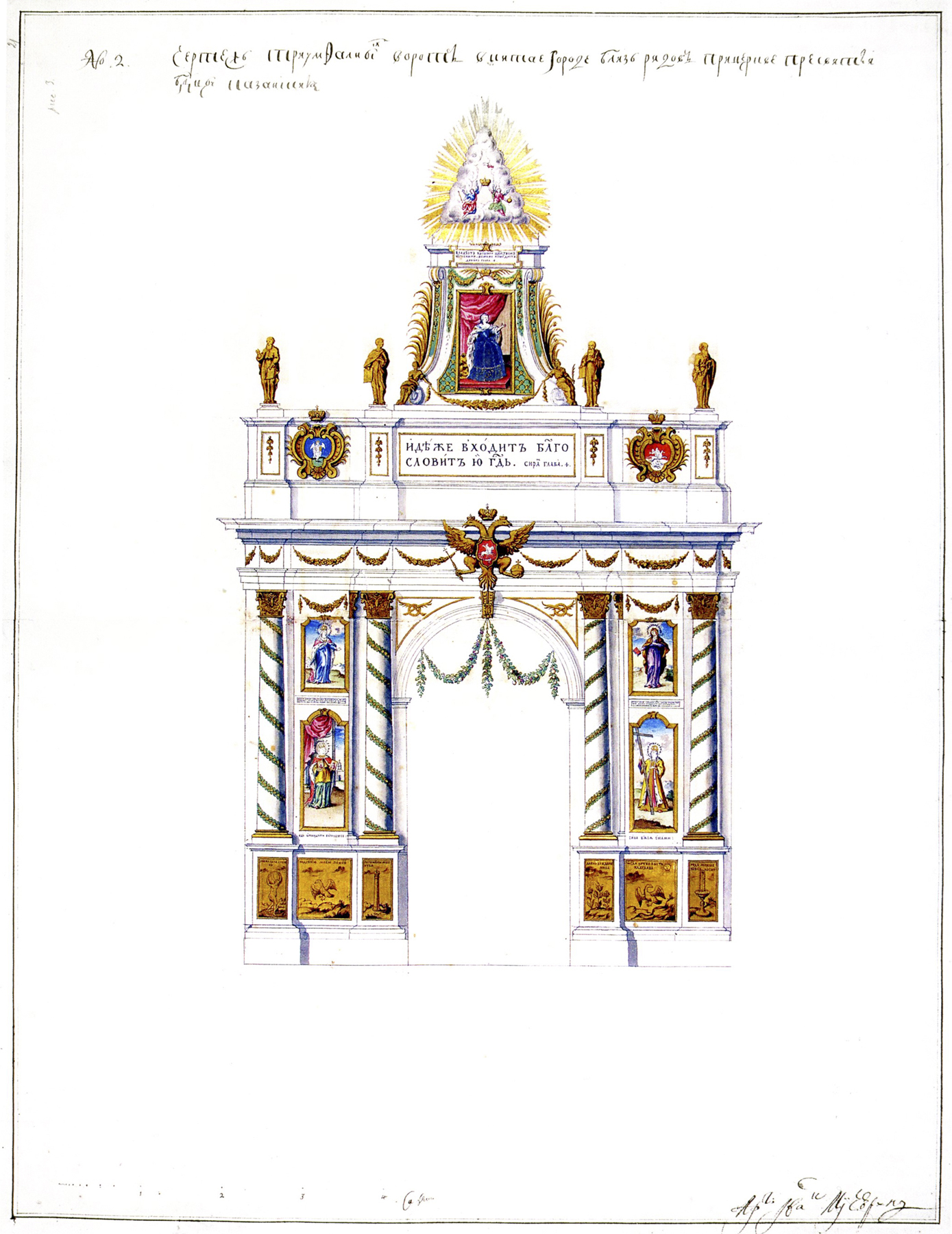
Вид триумфальных ворот из коронационного альбома Елизаветы Петровны. Архитектор Иван Мичурин, 1742 год

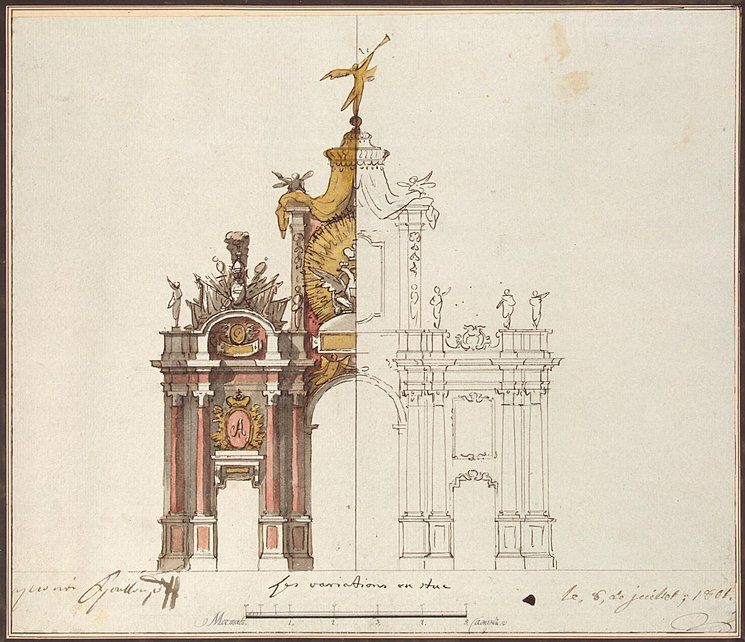
Набросок украшения триумфальной арки перед коронационными торжествами Александра I, 1801 год

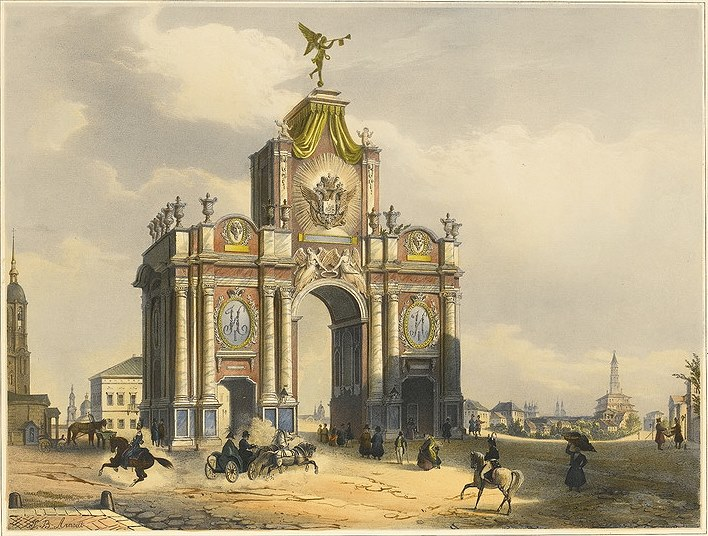
Изображение Красных ворот, 1850-е

### XVIII век
После победы в Полтавской битве в 1709 году Пётр I приказал построить деревянные триумфальные ворота для торжественной встречи возвращавшихся войск. Ворота на Мясницкой улице у Земляного города, ставшие первой в России триумфальной аркой, неоднократно горели и перестраивались. Так, к своей коронации в 1724 году Екатерина I распорядилась поставить на том же месте новые ворота. В 1732-м постройка полностью сгорела и была восстановлена через десять лет к следующим коронационным торжествам. Кортеж императрицы Елизаветы Петровны во время церемониального проезда должен был проследовать из Кремля в Лефортовский дворец через триумфальную арку.
В 1748 году ворота вновь сгорели в пожаре. По распоряжению Сената скульптору и архитектору Дмитрию Ухтомскому было поручено возведение каменной версии деревянной арки Екатерины I. Ухтомский разработал проект новой площади, доминантой которой являлась обозреваемая со всех сторон четырёхгранная арка. Строительные работы над новым ансамблем завершились к 1757 году. Постройка сохранила общие формы и элементы старых ворот, однако была выше предыдущей на 26 метров[прояснить]. Выполненное в стиле барокко архитектурное сооружение было богато украшено лепниной, росписью и бронзовыми фигурами. Новые триумфальные ворота обладали насыщенной колористической гаммой со стенами кроваво-красного цвета, белым барельефом и золотыми капителями. Строение украшали порядка 50 изображений, олицетворявших «Величество Российской Империи». На воротах были представлены гербы губерний Российской империи, а над пролётом помещён портрет Елизаветы в блестящем ореоле. Облик ворот дополняли восемь золочёных статуй — аллегорий Мужества, Верности, Изобилия, Бодрствования, Экономии, Постоянства, Меркурия и Милости. Конструкция была увенчана бронзовой статуей трубящего ангела.

### XIX век

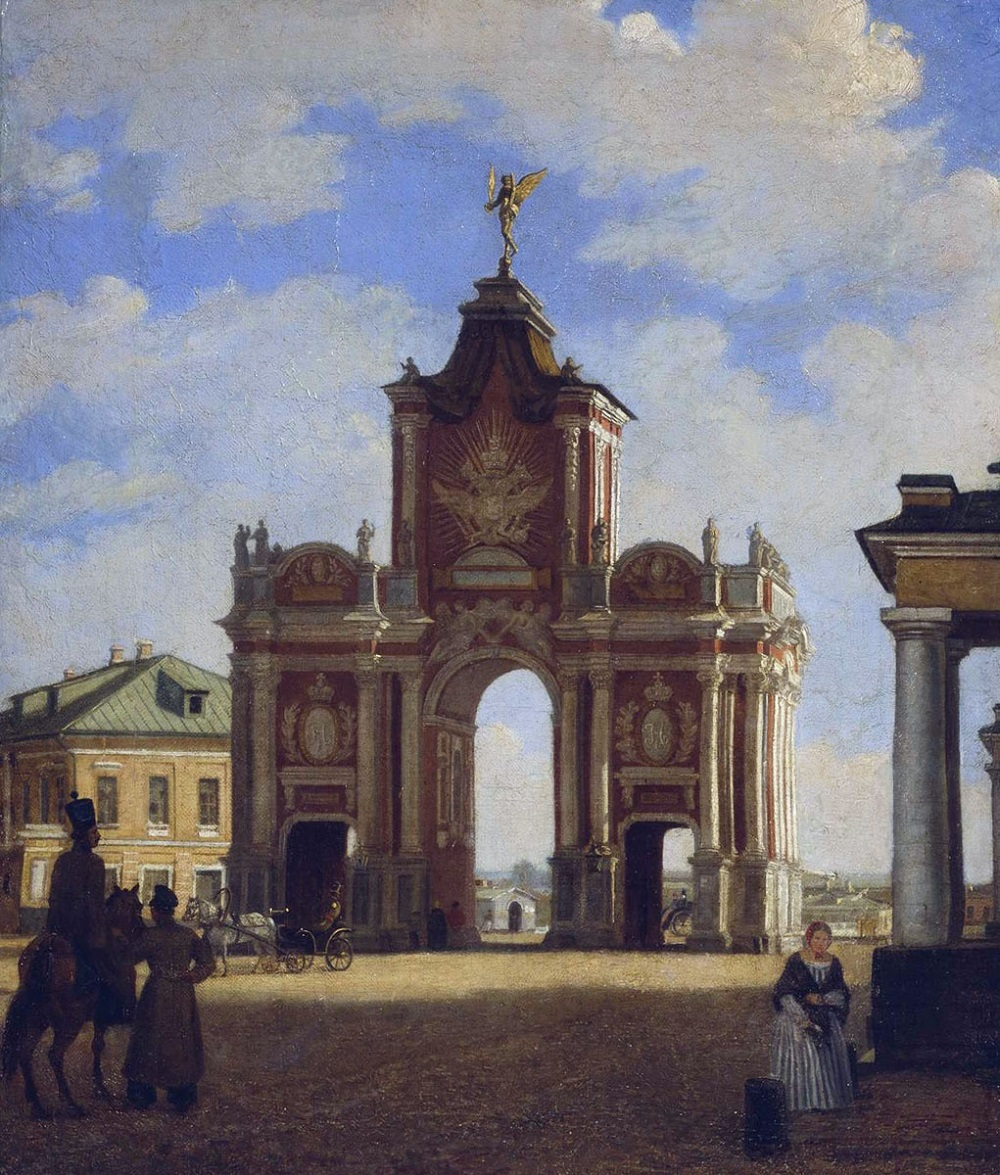
К.-Ф. П. Бодри. Площадь Красных Ворот. Арка с вензелями Николая I

На протяжении XIX века облик ворот неоднократно менялся. Перед коронацией Николая I в 1825 году часть арочных украшений была заменена: портрет Елизаветы сменило изображение двуглавого орла, а вензель «Н» заместил предшествовавший «Е». В 1883-м Елизаветинские вензеля вернули по случаю венчания на царство Александра III.
В середине столетия московские власти несколько раз пытались демонтировать триумфальное сооружение. Так, в 1854 году специальная «Комиссия о пользах и нуждах общественных», действовавшая при Московской городской Думе, ходатайствовала перед царём о сломе ворот «по бесполезности их». Снос предотвратили благодаря ходатайству инженер-генерала барона Андрея Дельвига. Следующая попытка была предпринята в 1860-е годы, когда Красные ворота продали чиновнику Миляеву для слома за 1500 рублей. Однако событие получило общественную огласку, и демонтаж был запрещён. В 1873 году Комиссия вновь подняла вопрос о ликвидации, но получила отказ.

### XX век

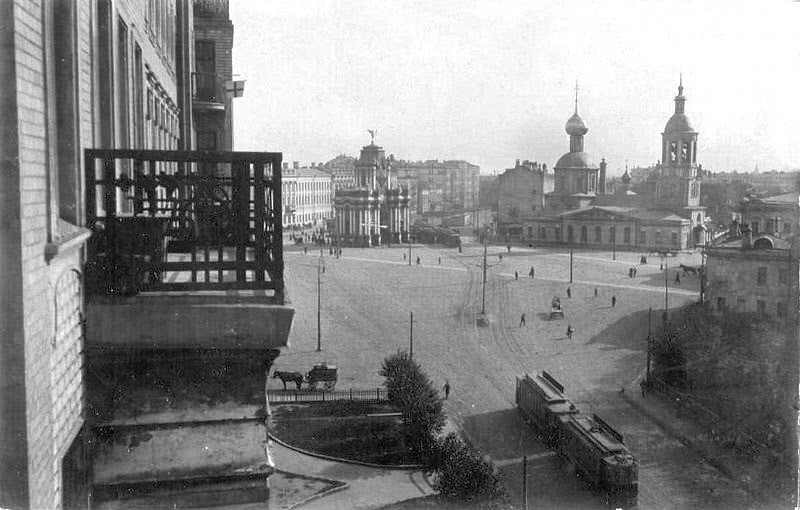
Площадь Красных Ворот к 1917 году

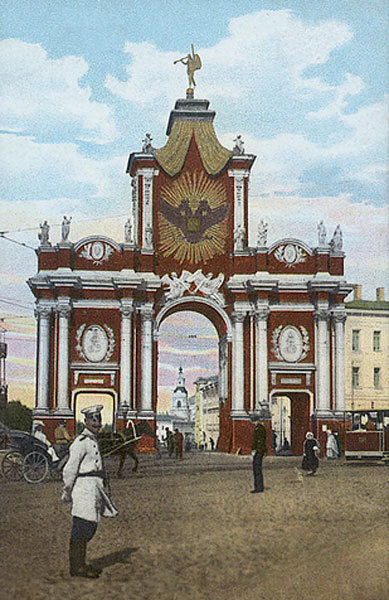
Красные ворота в 1906-1909 гг.

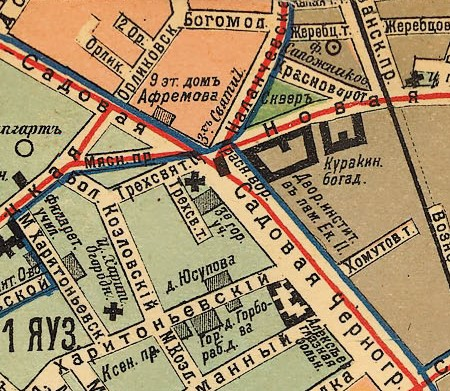
Расположение Красных ворот, фрагмент карты 1913 года

На протяжении XIX века Красные ворота оставались триумфальными и были посвящены царской семье. В начале нового столетия в Москве начали прокладывать трамвайные пути, и в 1906 году одна из линий была проложена через Красные ворота, что вызвало негативную реакцию со стороны архитекторов и городской общественности.

После революции 1917 года облик арки постепенно изменился. На воротах не осталось гербов и вензелей, а вместо них часто были прикреплены плакаты с Владимиром Лениным. Из старых украшений сохранилась только бронзовая статуя Фамы. В декабре 1925 года ворота были разграблены, были похищены вазы и статуи. В 1926 году архитектор Алексей Щусев, защищавший арку от сноса, произвёл реставрацию ворот, для восстановления лепнины и бронзовых статуй которых были выделены большие средства. Во время реновации арку вновь покрасили в белый цвет, и в народе распространилось следующее стихотворение:
Была белая Москва —
Были красные ворота,
Стала красная Москва —
Стали белыми ворота.

### Снос ворот
В марте 1927 года президиум ВЦИК вынес постановление о сносе ворот как «мешающих проезду городского транспорта». Это решение вызвало критику со стороны работников культуры, учёных и жителей города. За сохранение исторической барочной арки выступали архитектор Алексей Щусев, художник Аполлинарий Васнецов, академик Сергей Ольденбург, а также Московское архитектурное общество. В том же году Наркомпрос РСФСР направил ходатайство об остановке сноса, в котором говорилось, что Красные ворота
...являются единственными в своём роде не только во всесоюзном, но и в мировом масштабе <...> Указание Моссовета на помеху для движения <...> представляется неубедительным, так как центр площади всегда не используется.
16 апреля на просьбы сохранить строение был получен окончательный отказ: «…Надобности о включении Красных ворот в список памятников нет».
По одной из версий, объясняющих причины сноса, площадь Красных Ворот была включена в план реконструкции столицы в связи со строительством Дворца Советов. Через неё должен был пролегать отходящий от Дворца «циклопический проспект». Демонтаж Красных ворот начался 3 июня 1927 года в рамках перепланировки столицы при расширении Садового кольца. Многие барельефы и элементы декора были разбиты и разломаны, а оставшийся материал использовали под коммунальные нужды.
В 1935 году под площадью была проведена первая линия московского метро, одна из станций которой получила своё название от Красных ворот. В 1952 году здесь была построена одна из семи реализованных сталинских высоток. В 1986 году территории с внутренней стороны Садового кольца было возвращено историческое название, другая часть сохранила советское наименование Лермонтовской площади.

### Современность

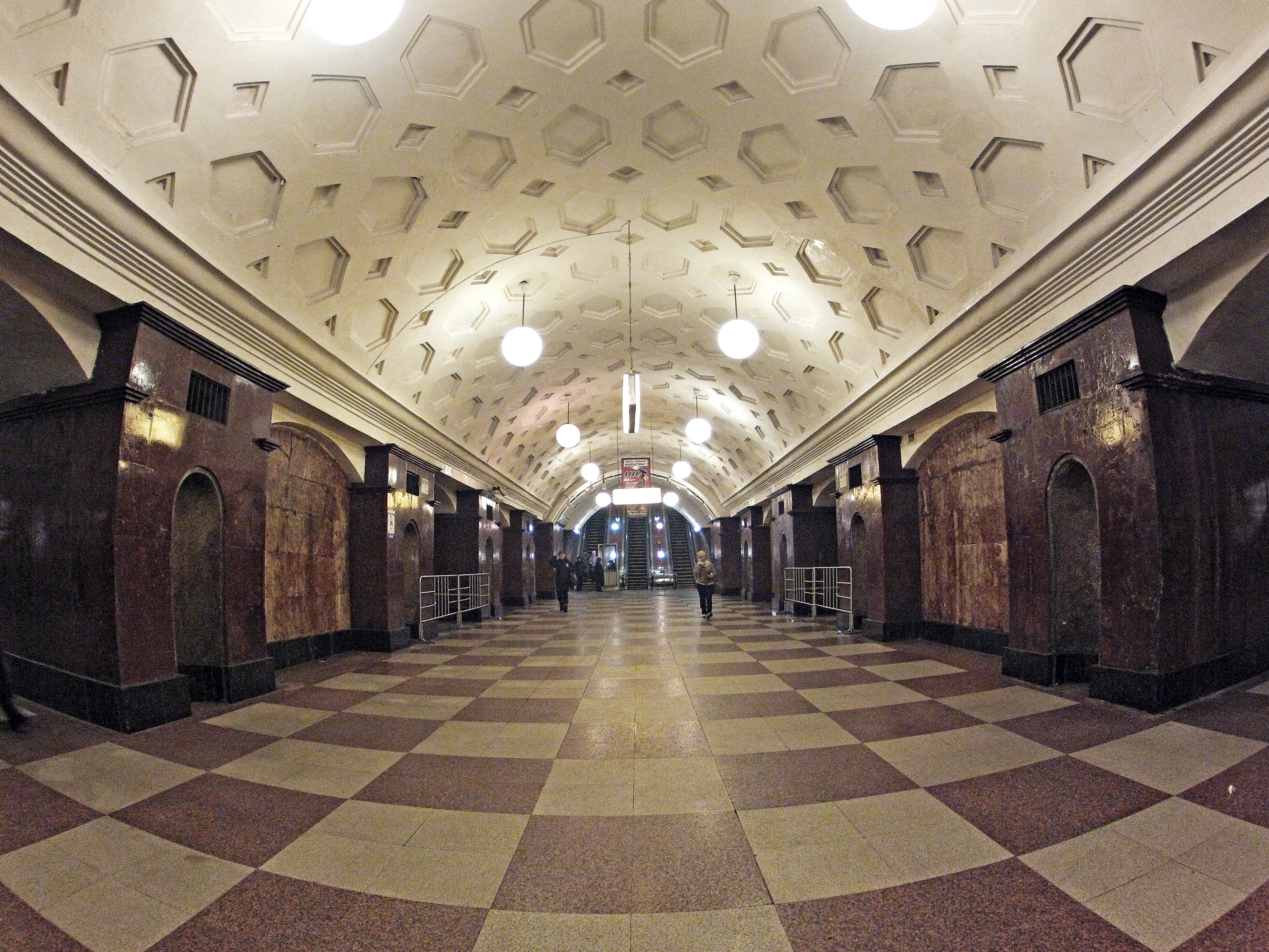
Зал станции метро «Красные Ворота», 2013 год

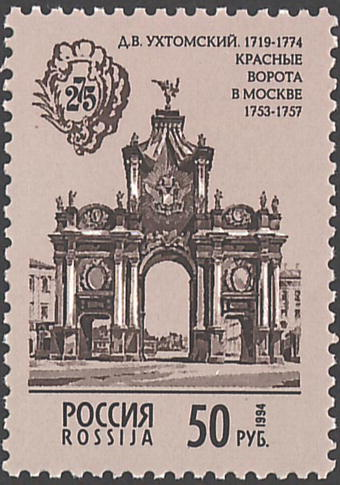
Почтовая марка России

В XXI веке городскими активистами несколько раз поднимался вопрос о воссоздании арки, однако это остаётся маловероятным в связи с транспортной загруженностью столицы. В 2017 году заместитель мэра Москвы по вопросам жилищно-коммунального хозяйства и благоустройства Пётр Бирюков заявил, что около вестибюля станции метро «Красные Ворота» может быть организована зелёная зона: «Площадь превратится в рощу деревьев с дубами, клёнами, липами, лиственницами, соснами и рябинами». С апреля по сентябрь того же года проходили работы по благоустройству и озеленению. Территорию заново вымостили гранитом, разбили газоны, улучшили систему освещения, отремонтировали фасады шести зданий. К осени 2018-го здесь планируется высадить более 100 деревьев и четырёх тысяч кустарников, а также проложить новые пешеходные зоны у вестибюля метро.

## Сохранившиеся элементы ворот
В настоящее время бронзовая статуя Фамы находится в Музее Москвы, помимо неё экспонируются ещё несколько элементов ворот:
- Золочёный ангел, венчавший верхнюю часть ворот, также хранится в Музее Москвы[17][1].
- Фигурки Путти находятся в музее Щусева[18].
- Белокаменные замковые камни большой и малой арок находятся в экспозиции музея-заповедника Коломенское[18].
- Некоторые декоративные элементы находятся в Музее Москвы[18].

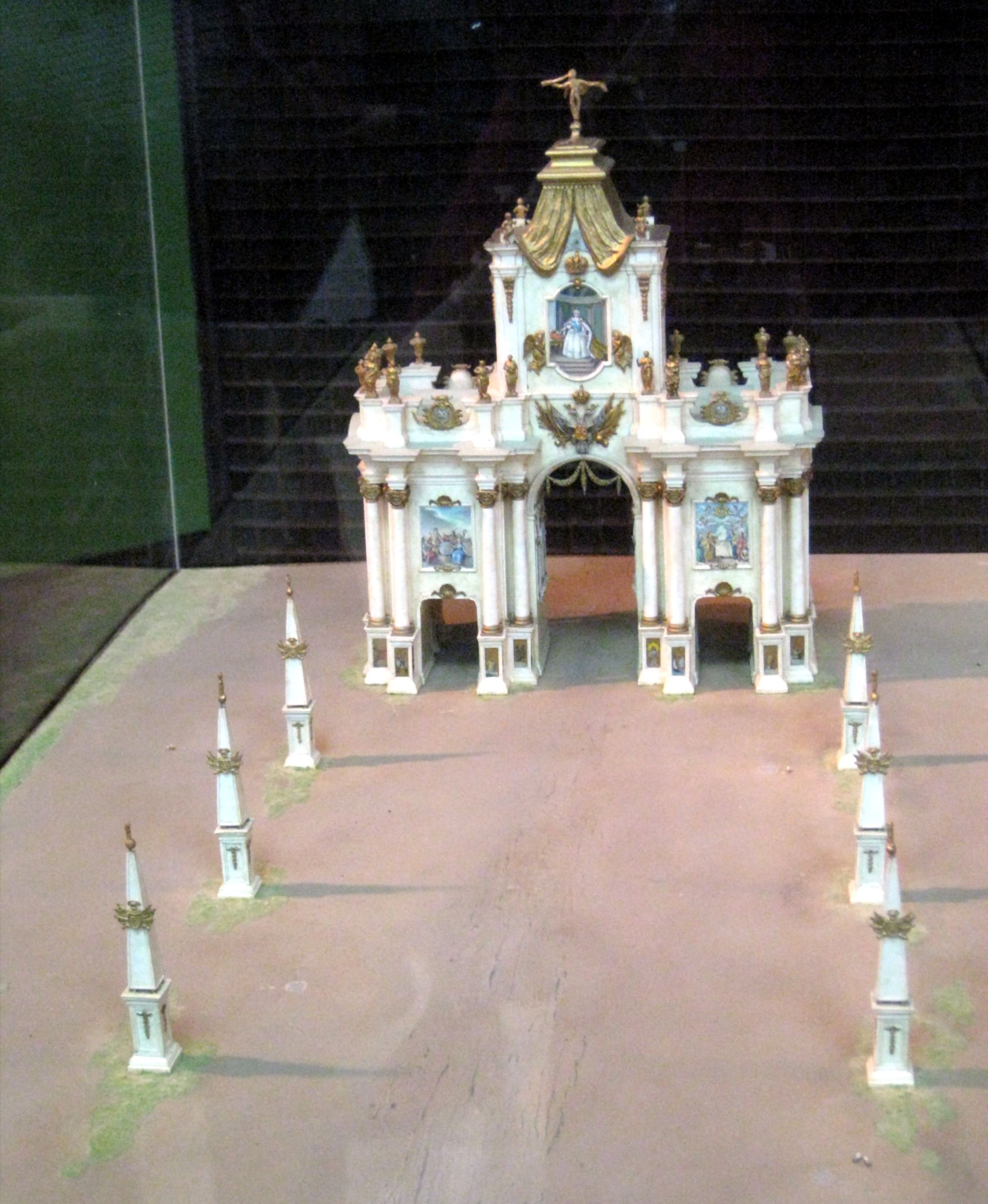
Макет ворот и аллеи, которая к ним вела, 2016 год
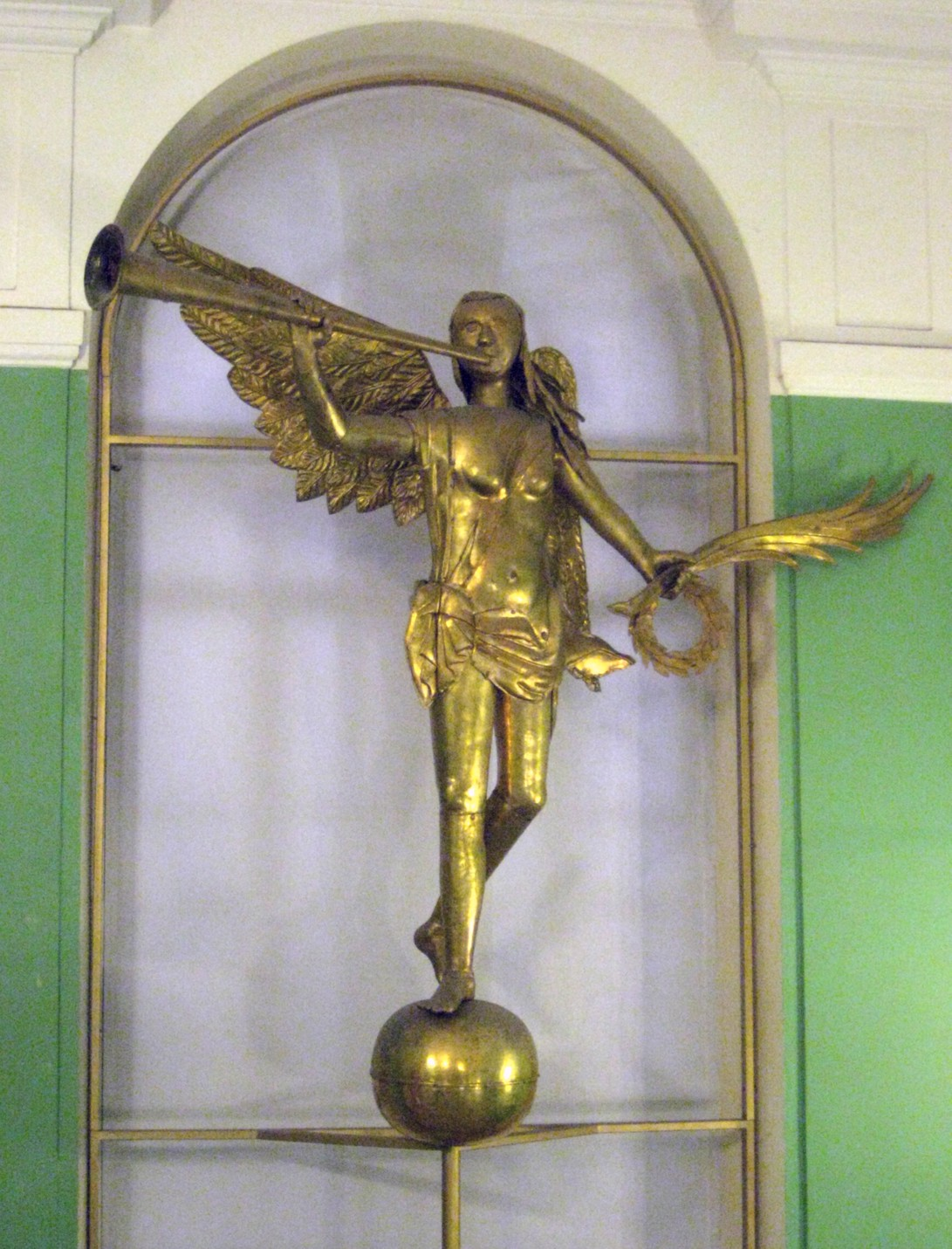
Ангел, 2014 год
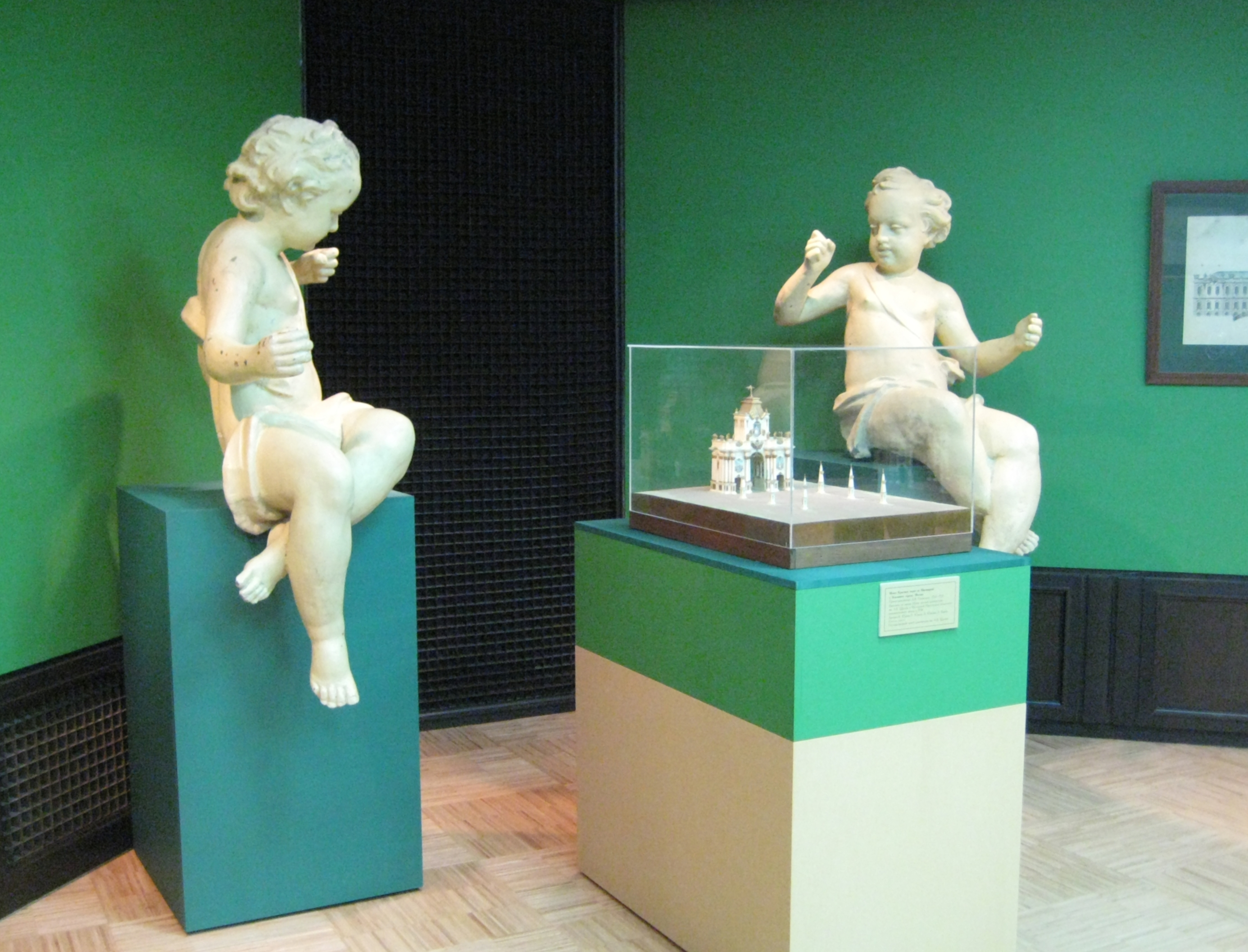
Путти с ворот, 2016 год
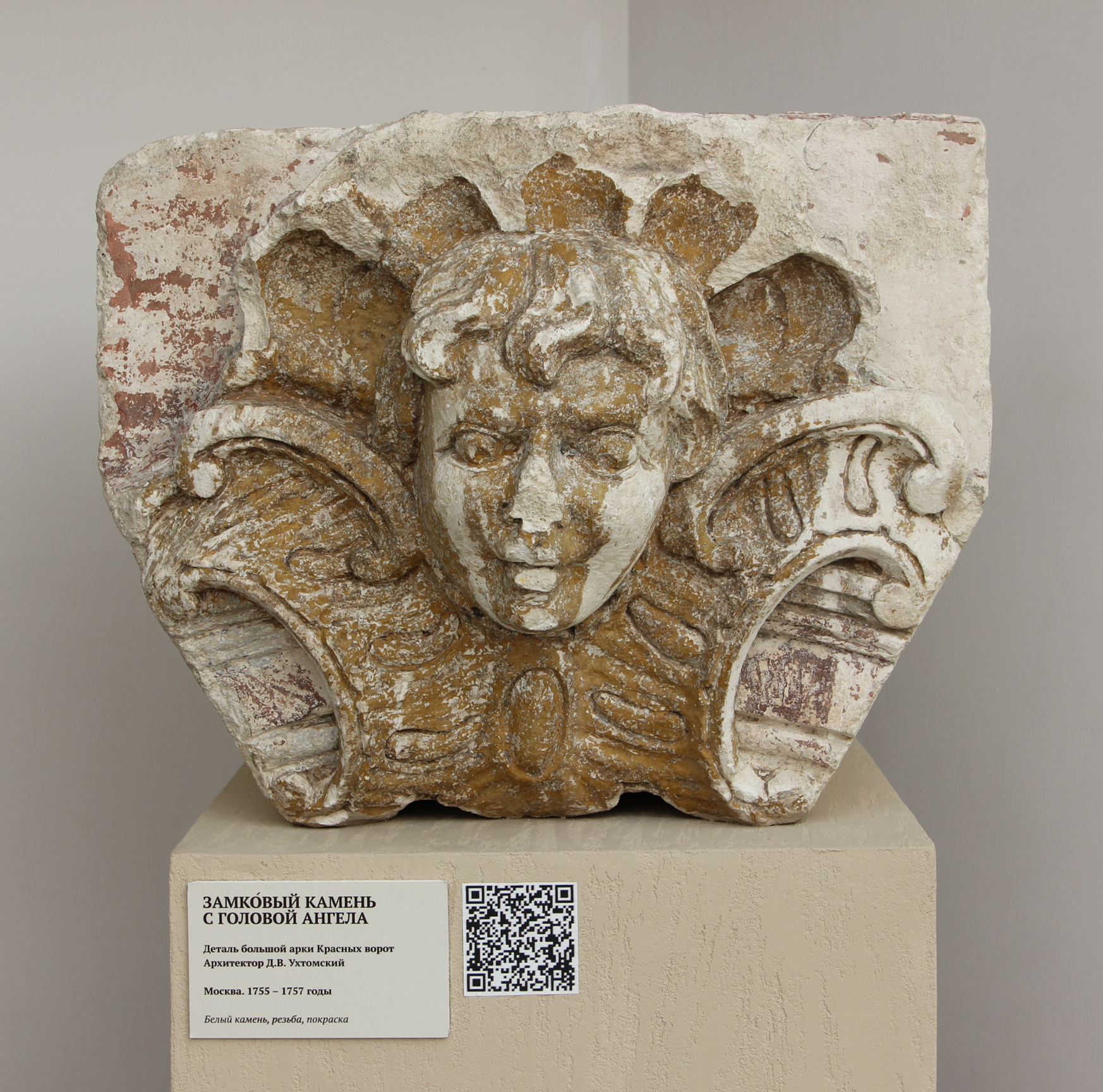
Замковый камень с головой ангела. Деталь большой арки Красных ворот, 2016 год
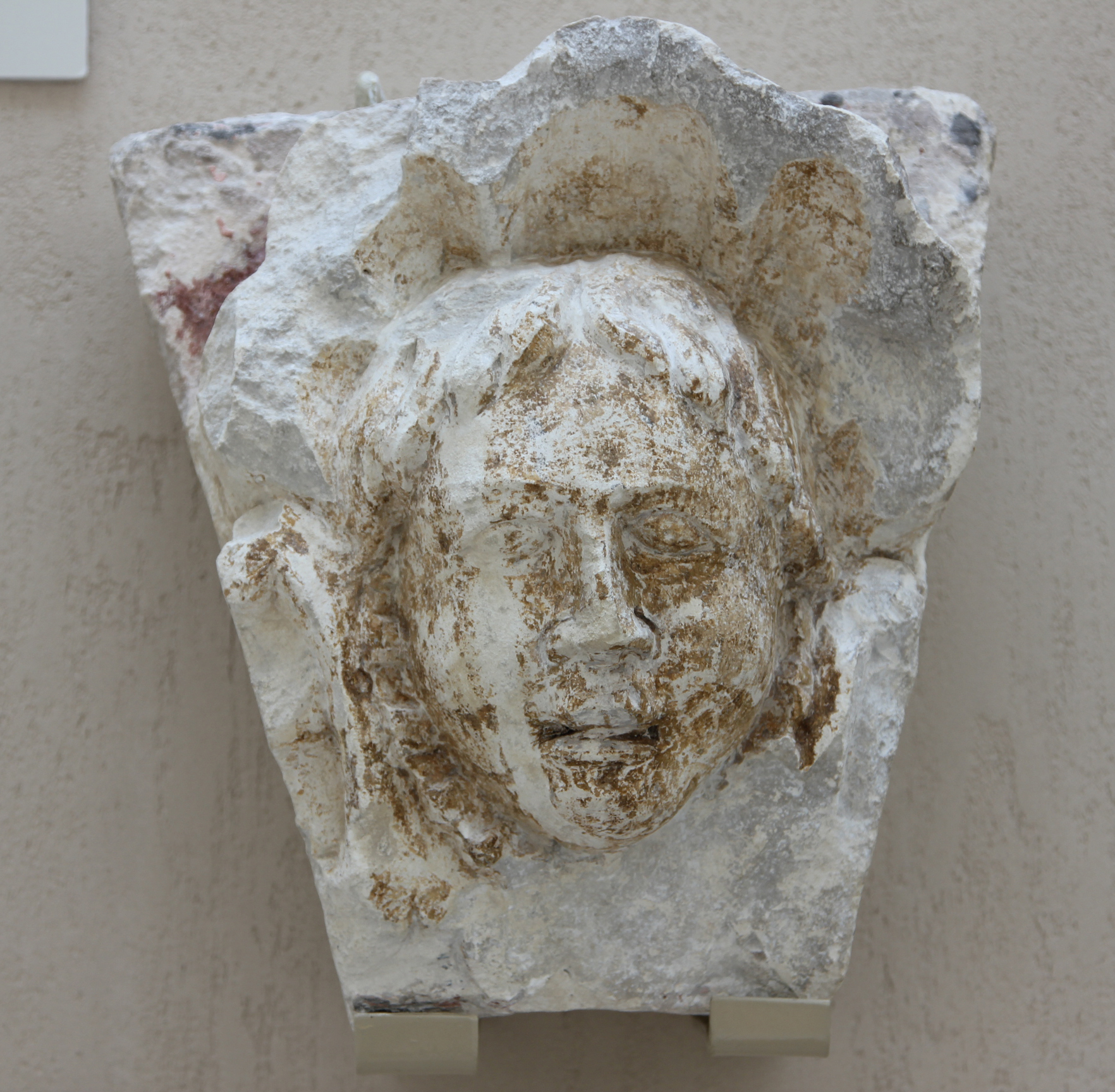
Замковый камень с головой ангела. Деталь малой арки Красных ворот, 2016 год